# Simon Keenlyside
Simon Keenlyside, né le 3 août 1959 à Londres, est un baryton britannique.

## Biographie
Simon Keenlyside est le fils de Raymond et Ann Keenlyside. Son père fut le second violon du Quatuor Aeolian et son grand-père maternel était le violiniste Leonard Hirsch. À l'âge de huit ans, il entre à la St John's College School de Cambridge, un internat pour les enfants membres du chœur de St John's College ; il passe une grande partie de son enfance à voyager et faire des enregistrements avec le chœur sous la direction de George Guest. Plus tard, il entre à la Reed's School à Cobham (Surrey), avant de poursuivre ses études à l'université à Cambridge.
Keenlyside étudie la zoologie à Cambridge, puis le chant au Royal Northern College of Music de Manchester. Une fois diplômé, il reçoit la bourse de la Fondation Peter Moores en 1985 et décide de rejoindre le Royal Northern College of Music pour étudier le chant avec le baryton John Cameron qui l'initie au lied et à la poésie allemande. 
En 1987, il chante Lescaut dans Manon Lescaut au Royal Northern College of Music. Grâce au prix Richard Tauber qu'il a remporté en 1986, il se rend à Salzbourg pour poursuivre ses études musicales. Il fait ses débuts professionnels en 1988 à l'Opéra d'État de Hambourg dans le rôle du comte Almaviva dans Les Noces de Figaro de Mozart.
En 1989, il rejoint le Scottish Opera, où il reste jusqu'en 1994, incarnant les rôles de Marcello (La Bohème), Danilo (La Veuve joyeuse), Harlequin (Ariadne auf Naxos), Guglielmo (Così fan tutte), Figaro (Le Barbier de Séville), Billy Budd (Billy Budd), Papageno (La Flûte enchantée) et Belcore (L'Elisir d'amore).
Durant cette période, il fait ses débuts au Royal Opera House de Covent Garden en 1989, à l'English National Opera, au Welsh National Opera, à San Francisco, Genève, Paris et Sydney. Il chante à Glyndebourne pour la première fois en 1993 et fait ses débuts au Metropolitan Opera de New York en 1996.

## Rôles à l'opéra
- Winston Smith dans 1984[1] ,[2]
- Harlequin dans Ariadne auf Naxos [3]
- Ubalde dans Armide [4]
- Figaro et Fiorello dans Le Barbier de Séville [5]
- Billy Budd et Donald dans Billy Budd [6]
- Marcello et Schaunard dans La bohème [6]
- Catechiste dans Briséis [7]
- Mercurio dans La Calisto [8]
- Olivier dans Capriccio [9]
- Morales dans Carmen [10]
- Dandini dans La Cenerentola [11]
- Guglielmo dans Così fan tutte [12]
- Abayaldos in Dom Sébastien, roi de Portugal [6]
- Posa and Flemish Deputy in Don Carlos [6]
- Don Giovanni dans Don Giovanni [12]
- Belcore dans L'elisir d'amore [4]
- Onegin dans Eugène Onéguine [13]
- Ford dans Falstaff [6]
- Valentin et Wagner dans Faust [6]
- Prisonnier dans Fidelio [14]
- Falke dans Die Fledermaus [15]
- Hamlet dans le Hamlet d'Ambroise Thomas[6]
- Oreste dans Iphigénie en Tauride [6]
- Macbeth dans Macbeth [1]
- Gendarme/Le directeur dans Les Mamelles de Tirésias [16]
- Lescaut dans Manon Lescaut [17]
- Le comte Almaviva dans Les Noces de Figaro [4]
- Le Veilleur de nuit, dans Die Meistersinger von Nürnberg [18].
- Danilo dans La Veuve joyeuse [19]
- Orfeo dans L'Orfeo, favola in musica de Monteverdi [20]
- Montano dans l'Otello de Verdi[10]
- Silvio dans Pagliacci [21]
- Pelléas dans Pelléas et Mélisande [6]
- Ned Keene dans Peter Grimes [22]
- Le prince Yeletski dans La Dame de pique [23]
- Tarquinius dans The Rape of Lucretia [24]
- Rigoletto dans Rigoletto [25]
- Arthus dans Le Roi Arthus [26]
- Wolfram dans Tannhäuser [27]
- Prospero dans La Tempête [1]
- Giorgio Germont dans La traviata [28]
- Le pilote, dans Tristan und Isolde [10]
- Ping dans Turandot [6]
- Andrei dans le Guerre et Paix de Sergueï Prokofiev[29]
- Wozzeck dans Wozzeck [1]
- Papageno dans Die Zauberflöte [4]

## Sources
- (en) Cet article est partiellement ou en totalité issu de l’article de Wikipédia en anglais intitulé « Simon Keenlyside » (voir la liste des auteurs).